# Петер Штегер
Петер Штегер (нім. Peter Stöger, нар. 11 квітня 1966, Відень, Австрія) — австрійський футболіст, що грав на позиції півзахисника. По завершенні ігрової кар'єри — тренер.
Виступав, зокрема, за клуб «Аустрія» (Відень), а також національну збірну Австрії.
Чотириразовий чемпіон Австрії. Триразовий володар кубка Австрії. Чемпіон Австрії (як тренер).

## Клубна кар'єра
Вихованець футбольної школи клубу «Фаворітнер».
У дорослому футболі дебютував 1985 року виступами за команду того ж клубу, в якій провів один сезон, взявши участь в одному матчі чемпіонату.
Згодом з 1986 по 1988 рік грав у складі команд клубів «Форвартс-Штайр» та «Ферст Вієнна».
Своєю грою за останню команду привернув увагу представників тренерського штабу клубу «Аустрія» (Відень), до складу якого приєднався 1988 року. Відіграв за віденську команду наступні шість сезонів своєї ігрової кар'єри. Більшість часу, проведеного у складі віденської «Аустрії», був основним гравцем команди. За цей час тричі виборював титул чемпіона Австрії, ставав володарем Кубка Австрії (також тричі).
Протягом 1994—2002 років захищав кольори клубів «Тіроль», «Рапід» (Відень), ЛАСК (Лінц), «Аустрія» (Відень) та «Адміра-Ваккер».
Завершив професійну ігрову кар'єру у клубі «Унтерзібенбрунн», за команду якого виступав протягом 2002—2004 років.

## Виступи за збірну
1988 року дебютував в офіційних матчах у складі національної збірної Австрії. Протягом кар'єри у національній команді, яка тривала 12 років, провів у формі головної команди країни 65 матчів, забивши 15 голів.
У складі збірної був учасником чемпіонату світу 1998 року у Франції.

## Кар'єра тренера
Розпочав тренерську кар'єру невдовзі по завершенні кар'єри гравця, 2005 року, очоливши тренерський штаб клубу «Аустрія» (Відень). Під його керівництвом клуб провів 33 матчі, з яких виграв 19, зіграв внічию 8 і програв 6. Керівництво клубу вирішило не продовжувати з ним контракт. 
У 2007 році він прийняв запрошення від «Ферст Вієнна» очолити посаду спортивного директора, а пізніше й стати головним тренером клубу, де Штегер пропрацював з 2007 по 2010 рік.
2012 року знову став головним тренером «Аустрії», тренував віденську команду один рік.
Протягом тренерської кар'єри також очолював команди клубів ГАК (Грац) та «Вінер-Нойштадт».
Згодом протягом 2013—2017 років очолював тренерський штаб клубу «Кельн».
З 2017 року очолював тренерський штаб команди «Боруссія» (Дортмунд).
2019 року став спортивним директором все тої ж «Аустрії», а в 2020 році втретє очолив її як тренера. Втім, як і в попередні дві каденції, у клубі Петер пропрацював лише рік, у 2021 змінивши Сергія Реброва на посаді головного тренера «Ференцвароша». У грудні цього ж року його змінив Станіслав Черечесов.

## Досягнення

### Як гравця
- Чемпіон Австрії:

«Аустрія» (Відень): 1990—1991, 1991—1992, 1992—1993
«Рапід» (Відень): 1995—1996
- Володар кубка Австрії:

«Аустрія» (Відень): 1989—1990, 1991—1992, 1993—1994
- Володар суперкубка Австрії:

«Аустрія» (Відень): 1990, 1991, 1992, 1993
«Рапід» (Відень): 1996

### Як тренера
- Володар кубка Австрії:

«Аустрія» (Відень): 2004—2005
- Чемпіон Австрії:

«Аустрія» (Відень): 2012—2013